# Le Miroir de la mort (téléfilm)
Ne doit pas être confondu avec Le Miroir du mort (téléfilm).
Le Miroir de la mort (Fear No Evil) est un thriller d'horreur américain de 1969 réalisé par Paul Wendkos et mettant en vedette Louis Jourdan. Avec sa suite, Ritual of Evil (1970), le téléfilm fait partie d'un lot de pilotes invendus destiné à un projet avorté de série télévisée prévue de s'intituler Bedeviled.

## Synopsis
Un jeune homme meurt subitement après avoir acheté un miroir antique. Sa veuve rend visite au docteur Sorrell mais commence à être en proie à des rêves étranges et inquiétants dans lesquels l'image de son mari lui rend visite dans le miroir. Le psychothérapeute mène l'enquête et apprend qu'un culte sinistre et une magie ancienne sont impliqués.

## Fiche technique
Sauf indication contraire ou complémentaire, les informations mentionnées dans cette section peuvent être confirmées par la base de données IMDb.
- Titre original : Fear No Evil
- Titre français : Le Miroir de la mort
- Réalisation : Paul Wendkos
- Scénario : Guy Endore, d'après une de ses nouvelles, Richard Alan Simmons
- Musique : Billy Goldenberg
  - Direction musicale : Stanley Wilson
- Direction artistique : Howard E. Johnson
- Décors : John McCarthy Jr., Joseph J. Stone
- Costumes : Helen Colvig
- Photographie : Andrew J. McIntyre
- Son : Denvil L. Daniels
- Effets spéciaux : Don Record
- Montage : Byron Chudnow
- Production : Richard Alan Simmons
  - Production associée : David Levinson
- Gestion d'unité : George Lollier
  - Production déléguée : Kenny Williams
  - Post Production : Charles Clement
- Société de production : Universal Television
- Sociétés de distribution :
  - États-Unis : National Broadcasting Company (NBC)
  - Royaume-Uni : Rank Film Distributors
- Pays de production :  États-Unis
- Langue originale : anglais
- Format : couleur (Technicolor) – 35 mm – 1,33:1 – son mono
- Genre : thriller, épouvante-horreur
- Durée : 98 minutes
- Dates de sortie :
  - États-Unis : 3 mars 1969

## Distribution
- Louis Jourdan : Dr David Sorrell
- Lynda Day George : Barbara Anholt
- Carroll O'Connor : Myles Donovan
- Bradford Dillman : Paul Varney
- Wilfrid Hyde-White : Harry Snowden
- Marsha Hunt : Mme Varney
- Katherine Woodville : Ingrid Dorne
- Harry Davis : M. Wyant
- Ivor Barry : Conférencier
- Jeanne Buckley : Miss Bamett
- Robert Sampson : Premier invité
- Lyn Peters : Deuxième invité
- Susan Brown : Troisième invité